# Sarrabusita
La sarrabusita és un mineral de la classe dels òxids. Rep el nom pel seu descobriment a la subregió històrica de Sarrabus-Gerrei, a Sardenya, (Itàlia).

## Característiques
La sarrabusita és un selenit de fórmula química Pb₅CuCl₄(SeO₃)₄. Cristal·litza en el sistema monoclínic. Va ser aprovada com a espècie vàlida per l'Associació Mineralògica Internacional l'any 1997 sense una descripció completa. Més tard, va ser anomenada com UM1999-29-SeO:ClCuHPb. El nom de sarrabusita va aparèixer per primera vegada a la Llista de Minerals de l'IMA l'any 2011 i l'estructura va ser resolta un any després.
Segons la classificació de Nickel-Strunz, la sarrabusita pertany a «04.JG - Selenits amb anions addicionals, sense H₂O» juntament amb els següents minerals: prewittita, georgbokiïta, parageorgbokiïta, cloromenita, ilinskita, sofiïta, francisita, derriksita, burnsita i al·localcoselita.

## Formació i jaciments
Va ser descoberta a Itàlia, concretament a la mina Baccu Locci, situada a la localitat de Villaputzu, a la província de Sardenya del Sud (Sardenya), sent aquest indret l'únic a tot el planeta on ha estat descrita aquesta espècie mineral.